# Fântâna Mare (Suceava)
Fântâna Mare es una comuna ubicada en el distrito de Suceava, Rumania.

## Superficie
Posee una superficie de 25,81 kilómetros cuadrados.

## Demografía
Hasta 2021 la población era de 2194 habitantes, con una densidad de población de 85,01 habitantes por kilómetro cuadrado.